# Necrobinus defunctorum
Necrobinus defunctorum là một loài bọ cánh cứng trong họ Cleridae. Loài này được Waltl miêu tả khoa học năm 1835.